# Acraea subsquamia
Acraea subsquamia är en fjärilsart som beskrevs av Friedrich Thurau 1903. Acraea subsquamia ingår i släktet Acraea och familjen praktfjärilar. Inga underarter finns listade i Catalogue of Life.